# Peter Miller
Pour les articles homonymes, voir Miller.
Peter Miller est un acteur, réalisateur et joueur de football canadien né en 1968 à Chibougamau au Québec.

## Biographie
Peter Miller est né en 1968 à Chibougamau, d'une mère francophone de Roberval et d'un père anglophone de Frampton dans la région de Québec. Alors qu'il est tout jeune garçon, il est déjà bilingue. Le travail de son père entraîne la famille à voyager et dès son plus jeune âge, ils s'installent aux Bahamas. De retour au pays, ils vivront en Ontario, à la Baie-James, pour finalement s'installer à Montréal. À l'adolescence, Peter se découvre une passion et un talent pour le football. Après le collège, il reçoit une bourse d'études universitaire à l'Université de Stockton, en Californie. Après ses études, il poursuit sa carrière de football pendant cinq années dans la Ligue canadienne de football. En 1996, il prend la route pour New York où il étudie au Neighborhood Playhouse School of the Theatre. Après un début de carrière d'acteur à New York et Los Angeles, il revient au Québec pour incarner le rôle de Mike Ludano dans la populaire série Lance et Compte. Pendant que sa carrière au Québec bat son plein, on le découvre au Canada anglais dans la série MVP, diffusée par CBC et rediffusée par SoapNet aux États-Unis.
Il réalise également plusieurs films dont The Internationale plusieurs fois nommé, et primé en 2000 au Festival International du Film de Woodstock.

## Football canadien
Peter Miller jouait à la position de secondeur. Il a porté les couleurs des Roughriders de la Saskatchewan en 1993 et 1994, des Argonauts de Toronto en 1995 et des Lions de la Colombie-Britannique en 1997.

## Filmographie
Cinéma
- 2003 : Mambo italiano : Nino Paventi
- 2004 : Elles étaient cinq : Thibodeau
- 2011 : Angle mort : Miguel
- 2013 : Rouge Sang : Pierre
- 2013 : White House Down ("Maison blanche en péril" au Québec) : un commandant NORAD
- 2014 : Maïna : du roman de Dominique Demers

Télévision
- 1996 : Virginie (série télévisée) : Stéphane Lesieur
- 2002 : Lance et compte : Nouvelle Génération (série télévisée) : Mike Ludano
- 2003 : Le Dernier Chapitre : La Suite (feuilleton TV) : Salvatore
- 2003 : Ciao Bella (série télévisée) : Elio Lanza
- 2004 : Lance et compte : La Reconquête (série télévisée) : Mike Ludano
- 2006 : Lance et compte : La Revanche (série télévisée) : Mike Ludano
- 2006 : Casino : Jeff « Tiger » Gabriel
- 2008 : Lance et compte : Le Grand Duel : Mike Ludano
- 2008 : MVP: The Secret Lives of Hockey Wives (en) : Damon Trebuchet
- 2009 : Assassin's Creed: Lineage (série télévisée) : Duc de Milan Galeazzo Maria Sforza
- 2016-2019 : O' : Morgan Pelchat
- 2017 : Mémoires vives : Mark-Andrew Vollant
- 2018 : Hubert et Fanny : Eliseo
- 2019-2022 : District 31 : François « Tonio » Labelle
- 2023 : Doute raisonnable : Georges Dion
- 2023 : Indéfendable : Cédric Boileau

Apparitions diverses
- 2001 : New York, police judiciaire (série télévisée) : Bartender (1 épisode)
- 2004 : Fortier (série télévisée) : Jim Quitish (3 épisodes)